# Liste von Persönlichkeiten der Stadt Zschopau
Die Liste der Persönlichkeiten der Stadt Zschopau enthält Personen, die in der Geschichte der sächsischen Stadt Zschopau eine nachhaltige Rolle gespielt haben. Es handelt sich dabei um Persönlichkeiten, denen die Ehrenbürgerschaft verliehen wurde, die hier geboren sind oder hier gewirkt haben.

## Ehrenbürger
Die Stadt Zschopau hat die Ehrenbürgerschaft an folgende Personen, die sich besonders um die Stadt verdient gemacht haben, verliehen:
- Leberecht August Löwe (1800–1873), Kantor
- Carl Wilhelm Gottschald (1801–1896), Stadtrat und Fabrikant, verliehen 1861
- Eduard Aemil Mosen (1806–1884), Pfarrer
- Jacob Georg Bodemer (1807–1888), Spinnereibesitzer, verliehen 1859
- Christian Ferdinand Kunze (1810–1879), Stadtrat und Posthalter
- Theophil Forker (1814–1895), Oberamtsrichter
- Otto von Bismarck (1815–1898), Reichskanzler, verliehen 1895
- Moritz Werner (1832–1913), Stadtrat und Kaufmann
- August Israel (1836–1906), Direktor des Lehrerseminars, verliehen 1894
- Hermann Otto Weber (1839–1913), Justizrat, Stadtverordnetenvorsteher, Rechtsanwalt und Notar, verliehen 1904
- Johann Georg Bodemer (1842–1916), Spinnereibesitzer, verliehen 1909
- William Johannes Schulz (1874–1931), Direktor der Baumwollspinnerei

## Söhne und Töchter der Stadt
- Johann Michael Fleischer (1711–1773), Schriftsteller
- Christian Gotthelf Scheinpflug (1722–1770), Komponist und Hofkapellmeister
- Kurt Alexander Winkler (1794–1862), Chemiker und Metallurge
- Traugott Gey (1796–1875), Sänger und Theaterschauspieler
- Gustav Julius Buschick (1815–1897), letzter sächsischer Münzmeister
- Robert Heeger (1839–1915), Turnpädagoge
- Johann Georg Bodemer (1842–1916), Unternehmer und Philanthrop
- Emil Müller (1868–1940), evangelisch-lutherischer Theologe, Pfarrer und Missionar der Leipziger Mission in Deutsch-Ostafrika
- Karl Schmidt-Hellerau (1873–1948), Möbelfabrikant und Sozialreformer
- Hans Lindner (1883–1944), Landschaftsmaler
- Hans Jäger (1887–1955), Grafiker
- Karl Kröner (1887–1972), Maler
- Hans Friedrich Sachsse (1890–1986), Forstwissenschaftler und Professor
- Heinz Auerswald (1891–1974), Maler
- Hans Sprung (1900–1982), Motorradrennfahrer
- Ove Skafte Rasmussen (1909–1995), Unternehmer
- Gerhard Schramm (1923–2010), Diplomat
- Reiner Werner (1932–2003), Hochschullehrer, Psychologe und Manualtherapeut
- Manfred Glöckner (1936–2005), Kanute und Trainer, Präsident Landeskanuverbandes Brandenburg
- Bernd Uhlmann (* 1939), Endurosportler
- Karla Sachse (* 1950), Künstlerin
- Stefan Semmler (* 1952), Ruderer
- Steffen Mauersberger (1953–2000), Endurosportler
- Johannes Gerlach (* 1954), Physiker und Politiker
- Frank Uhlig (* 1955), Fußballspieler
- Roland Wieser (* 1956), Leichtathlet
- Reinhard Klädtke (* 1960), Endurosportler
- Jens Scheffler (* 1960), Endurosportler
- Ulf Findeisen (* 1962), Skispringer
- Uwe Weber (* 1962), Endurosportler
- Angela Hobrig (* 1964), Schauspielerin
- Jens Grüner (* 1965), Endurosportler
- Thomas Seifert (* 1965), Brigadegeneral der Luftwaffe
- Ute Wild (* 1965), verheiratete Nötzel, Ruderin
- Udo Grellmann (* 1966), Endurosportler
- Claudia Steinbacher, geborene Bartsch (* 1970), Schachspielerin
- Andreas Handschuh (* 1973), deutscher Verwaltungsjurist
- Claudia Künzel (* 1978), verheiratete Nystad, Skilangläuferin
- Karsten Volkmann (* 1978), Radrennfahrer
- Franziska Junge (* 1981), Schauspielerin
- Ralf Scheidhauer (* 1981), Endurosportler
- Marcus Burghardt (* 1983), Radrennfahrer
- Kristin Schmidt (* 1983), Skispringerin
- David Füleki (* 1985), Comiczeichner und Sachbuchautor
- Derrick Görner (* 1985), Endurosportler
- Candy Bauer (* 1986), Bobfahrer
- Kenny Schmidt (* 1987), Fußballspieler
- Josefine Lindner (* 1988), Szenenbildnerin
- Axel Jungk (* 1991), Skeletonpilot
- Rebekka Haase (* 1993), Leichtathletin
- Florian Hansch (* 1995), Fußballspieler

## Persönlichkeiten, die vor Ort gewirkt haben
- Cornelius von Rüxleben (1525–1590), Landjägermeister auf Schloss Wildeck
- Valentin Weigel (1533–1588), mystisch-theosophischer Schriftsteller und Naturphilosoph, Pfarrer in Zschopau
- Christian Liebe (1654–1708), Komponist
- Karl Stülpner (1762–1841), Wildschütz und Lebenskünstler
- Johann Jacob Bodemer (1762–1844), Unternehmer
- Ludwig Würkert (1800–1876), Schriftsteller und Revolutionär, Pfarrer in Zschopau
- Carl Geißler (1802–1868), Kirchenmusiker
- Jacob Georg Bodemer (1807–1888), Unternehmer und Philanthrop
- August Israel (1836–1906), Pestalozziforscher und Direktor des Lehrerseminars
- Clara Eisner (1857–1933), hat nach 1882 den Namen Zetkin angenommen, sozialistische Politikerin und Frauenrechtlerin, 1879 Hauslehrerin bei Johann Georg Bodemer[1]
- Richard Seyfert (1862–1940), Politiker und Direktor des Lehrerseminars
- Jørgen Skafte Rasmussen (1878–1964), dänischer Ingenieur und Industrieller
- Hugo Ruppe (1879–1949), Ingenieur und Automobilpionier
- Kurt Schumann (1885–1970), Reformpädagoge und Heimatforscher
- Hugo Weber (1889–1975), Volkswirt und Politiker
- Carl Hahn senior (1894–1961), deutsch-österreichischer Manager der Automobilindustrie und Unternehmer, Verkaufsleiter bei DKW, Vorstand der Auto Union
- Hermann Weber (1896–1948), Ingenieur, DKW-Chefkonstrukteur
- August Prüssing (1896–1967), Ingenieur, Leiter der DKW-Rennabteilung
- Julius Bochmann (1901–1957), Pädagoge und Philatelist, Begründer der Bochmann-Kataloge für Gelegenheitsstempel
- Hans Müller (1902–1968), Ingenieur, der sich auf Zweitaktmotoren spezialisiert hatte
- Arthur Geiss (1903–1982), Motorradrennfahrer, DKW-Werksfahrer
- Walfried Winkler (1904–1982), Motorradrennfahrer, DKW-Werksfahrer
- Bernd Rosemeyer (1909–1938), Auto- und Motorradrennfahrer, DKW-Werksfahrer
- Ewald Kluge (1909–1964), Motorradrennfahrer, DKW-Werksfahrer
- Walter Kaaden (1919–1996), Ingenieur, Leiter der MZ-Sportabteilung
- Fips Fleischer (1923–2002), Jazz- und Swingmusiker
- Siegfried Trommer (1938–2018), Kommunalpolitiker, Landrat des Landkreises Zschopau
- Peter Uhlig (1940–1971), Endurosportler
- Werner Salevsky (1940–1991), Motorradrennfahrer
- Dieter Krumpholz (1941–1966), Motorradrennfahrer
- Harald Sturm (* 1956), Endurosportler